# Riziam
Le Riziam est une région culturelle mossi du Burkina Faso située à côté du Yatenga. Elle se trouve au nord du pays, dans une zone montagneuse.
Au cours du XIXe siècle, le Riziam a bénéficié la plupart du temps d'une certaine autonomie par rapport au royaume mossi du Yatenga ou à celui de Ouagadougou. Sous l'administration française, il dépendait du cercle de Ouahigouya.
La ville la plus importante est Kongoussi, qui est de nos jours le chef-lieu de la province du Bam.